# El Castillo de las Guardas
El Castillo de las Guardas és una localitat de la província de Sevilla, Andalusia, Espanya. L'any 2005 tenia 1.619 habitants. La seva extensió superficial és de 2606 km² i té una densitat de 6,2 hab/km². Les seves coordenades geogràfiques són 37° 41′ N, 6° 18′ O. Està situada a una altitud de 347 metres i a 54 kilòmetres de la capital de la província, Sevilla.

## Demografia
| 1996  | 1998  | 1999  | 2000  | 2001  | 2002  | 2003  | 2004  | 2005  |
| ----- | ----- | ----- | ----- | ----- | ----- | ----- | ----- | ----- |
| 1.600 | 1.606 | 1.607 | 1.609 | 1.616 | 1.639 | 1.638 | 1.635 | 1.619 |